# Microcheila
Microcheila là một chi bọ cánh cứng thuộc họ Bọ chân chạy. Có ít nhất 2 loài được mô tả thuộc chi Microcheila, được phát hiện tại Madagascar.

## Loài
Hai loài thuộc chi Microcheila:
- Microcheila denticollis Jeannel, 1948
- Microcheila picea Brullé, 1835